# Europe Écologie Les Verts
Europe Écologie Les Verts (EELV) er et fransk politisk parti.
Direkte oversat til dansk betyder partinavnet: Europa Økologi De Grønne, grunden til dette noget spøjse navn er, at partiet
er en sammenslutning af partiet De Grønne og kandidater fra Europe Écologie, som er en løs sammenslutning af grønne politikere i Europaparlamentet
Partiet er grundlagt i 2010 og partiets program indeholder elementer af:
- Økologi
- Grøn Politik
- Føderalisme
- Antivækst
- Altermondialisme

## Resultater ved præsidentvalg
| År   | Kandidat         | Resultat |
| ---- | ---------------- | -------- |
| 1974 | René Dumont      | 1.32 %   |
| 1981 | Brice Lalonde    | 3.88 %   |
| 1988 | Antoine Waechter | 3.78 %   |
| 1995 | Dominique Voynet | 3.32 %   |
| 2002 | Noël Mamère      | 5.25 %   |
| 2007 | Dominique Voynet | 1.57 %   |
| 2012 | Eva Joly         | 2.31 %   |

## Ekstern henvisning
- "Partiets hjemmeside" (fransk). Arkiveret fra originalen 19. december 2010. Hentet 20. januar 2021.